# Silas Nwankwo
Silas Nwankwo (12 dicembre 2003) è un calciatore nigeriano, attaccante del Mjällby.

## Carriera
Dopo aver iniziato a giocare in patria con le maglie di Sunshine Stars e Nasarawa United, totalizzando con entrambe 53 presenze e 22 reti nella massima divisione nigeriana, il 3 febbraio 2022 è stato acquistato dagli svedesi del Mjällby, formazione militante nell'Allsvenskan con cui ha firmato un accordo quadriennale. Qui è stato il miglior marcatore stagionale della squadra nell'Allsvenskan 2022 con 8 reti in 28 partite, ma all'ultima giornata sul campo del Djurgården ha riportato un grave infortunio al legamento crociato.

## Statistiche

### Presenze e reti nei club
Statistiche aggiornate al 7 novembre 2022.
| Stagione               | Squadra                | Campionato             | Campionato | Campionato | Coppe nazionali | Coppe nazionali | Coppe nazionali | Coppe continentali | Coppe continentali | Coppe continentali | Altre coppe | Altre coppe | Altre coppe | Totale | Totale |
| Stagione               | Squadra                | Comp                   | Pres       | Reti       | Comp            | Pres            | Reti            | Comp               | Pres               | Reti               | Comp        | Pres        | Reti        | Pres   | Reti   |
| ---------------------- | ---------------------- | ---------------------- | ---------- | ---------- | --------------- | --------------- | --------------- | ------------------ | ------------------ | ------------------ | ----------- | ----------- | ----------- | ------ | ------ |
| 2019-2020              | Sunshine Stars         | PFL                    | 11         | 2          |                 | -               | -               |                    | -                  | -                  |             | -           | -           | 11     | 2      |
| 2020-2021              | Nasarawa United        | PFL                    | 35         | 19         |                 | -               | -               |                    | -                  | -                  |             | -           | -           | 35     | 19     |
| 2021-feb. 2022         | Nasarawa United        | PFL                    | 7          | 1          |                 | -               | -               |                    | -                  | -                  |             | -           | -           | 7      | 1      |
| Totale Nasarawa United | Totale Nasarawa United | Totale Nasarawa United | 42         | 20         |                 | -               | -               |                    | -                  | -                  |             | -           | -           | 42     | 20     |
| 2022                   | Mjällby                | A                      | 28         | 8          |                 | 1               | 0               |                    | -                  | -                  |             | -           | -           | 29     | 8      |
| Totale carriera        | Totale carriera        | Totale carriera        | 81         | 30         |                 | 1               | 0               |                    | -                  | -                  |             | -           | -           | 82     | 30     |

## Palmarès

### Individuale
- Capocannoniere del campionato nigeriano: 1

2020-2021 (19 reti)